# Confins (Minas Gerais)
Confins is een gemeente in de Braziliaanse deelstaat Minas Gerais. De gemeente telt 5.966 inwoners (schatting 2009).